# Azerspace 1/Africasat 1a
O Azerspace 1/Africasat 1a é um satélite de comunicação geoestacionário construído pela Orbital Sciences Corporation. Ele está localizado na posição orbital de 46 graus de longitude leste e é operado em conjunto pela Azercosmos e MEASAT. O satélite foi baseado na plataforma Star-2 Bus e sua expectativa de vida útil é de 15 anos.

## História
A Orbital Sciences Corporation anunciou, em junho de 2010, que assinou um contrato com o Centro de Relações Internacionais e Contabilidade do Ministério das Comunicações e Tecnologias de Informação (Ministério) da República do Azerbaijão para projetar, construir e entregar o primeiro satélite de comunicações comerciais do país, o Azerspace/Africasat-1a.
Após o seu lançamento e implantação, o satélite foi colocado em órbita geoestacionária em 46 graus de longitude leste através de um acordo entre o Ministério e a MEASAT da Malásia, que detém os direitos sobre esta posição orbital.
Após a conclusão dos testes em órbita, o controle operacional do satélite foi entregue ao Ministério, que vai continuar operando o mesmo a partir de seu centro de controle em Baku.

## Lançamento
O satélite foi lançado com sucesso ao espaço no dia 7 de fevereiro de 2013, às 21:36 UTC, por meio de um veículo Ariane 5 ECA lançado a partir do Centro Espacial de Kourou, na Guiana Francesa, juntamente com o satélite Amazonas 3. Ele tinha uma massa de lançamento de 3.275 quilogramas.

## Capacidade e cobertura
O Azerspace 1/Africasat 1a está equipado com 24 transponders em banda C e 12 em banda Ku para fornecer serviços via satélite para a Ásia Central, África e Europa.